# 比韦罗斯
比韦罗斯，是西班牙卡斯蒂利亚-拉曼恰自治区阿尔瓦塞特省的一个市镇。 总面积65km², 总人口526人（2001年），人口密度8人/km²。